# Alvinlândia
Alvinlândia este un oraș în São Paulo (SP), Brazilia.